# Ruđer Bošković
Ruđer Josip Bošković (ook gespeld Roger Joseph Boscovi(t)ch) (Republiek Ragusa (Dubrovnik), 18 mei 1711 - Milaan, 13 februari 1787) was een Kroatische natuurkundige, sterrenkundige, wiskundige, filosoof, diplomaat, dichter en jezuïet. Later woonde hij in Engeland, Frankrijk en Italië.
Hij trad op 14-jarige leeftijd in bij de jezuïeten. Hij wijdde zich volledig aan de wetenschap en reisde heel Europa af, inclusief het Ottomaanse rijk. Hij was een graag geziene gast aan de hoven van Europa. Zijn advies werd ingewonnen door paus Benedictus XIV voor de restauratie van de koepel van de Sint-Pietersbasiliek. Door de Franse koning Lodewijk XVI werd hij in 1775 benoemd tot opticien de la marine en de Oostenrijkse keizer deed ook beroep op zijn diensten.

## Atoomtheorie
Hij is vooral bekend om zijn atoomtheorie, een precies geformuleerd systeem dat gebruikmaakt van de mechanica van Newton. Dit werk inspireerde Michael Faraday tot zijn inductiewet. Het was zelfs een uitgangspunt voor de pogingen van Albert Einstein voor een veldentheorie. In Nederland kwam Buys Ballot onafhankelijk tot diens verwante theorie van de materie.

## Sterrenkunde
Bošković droeg ook bij tot de astronomie: een meetkundige methode om de evenaar van een ronddraaiende planeet te bepalen. In 1753 ontdekte hij de afwezigheid van een atmosfeer op de maan.

## Vernoemd
- Een krater op de maan draagt zijn naam: de Boscovich (krater).
- Het Kroatisch vliegveld Čilipi (LDDU) bij Dubrovnik werd per 2 november 2023 hernoemd naar Ruđer Bošković.

- Bibsys: 99013992
- Biblioteca Nacional de España: XX1210741
- Bibliothèque nationale de France: cb12054879x (data)
- Catàleg d'autoritats de noms i títols de Catalunya: 981058508106106706
- CiNii: DA03898802
- Gemeinsame Normdatei: 118662074
- International Standard Name Identifier: 0000 0000 8342 9208
- Library of Congress Control Number: n80119415
- Nationale Bibliotheek van Tsjechië: ola2002153885
- Nationale bibliotheek van Australië: 49513913
- Nationale Bibliotheek van Israël: 987007258926505171
- Nationale Bibliotheek van Polen: a0000001269454
- Nationale en Universitaire bibliotheek Zagreb: 000011229
- Nederlandse Thesaurus van Auteursnamen: 074107097
- Istituto Centrale per il Catalogo Unico: CFIV076907
- LIBRIS: 178759
- SNAC: w6mg7r57
- Système universitaire de documentation: 028784553
- Trove: 1228032
- Virtual International Authority File: 36938235
- WorldCat: E39PCjr7fWy9cKMKRkYw9f3gmm